# &RQ
&RQ (gesprochen: änderkiù) ist ein Open-Source-Client für das OSCAR-Protokoll aus dem Jahr 2000. Die Entwicklung wurde 2002 eingestellt, das Programm wird allerdings von einzelnen Programmierern in unabhängigen Projekten weiterentwickelt.

## Entwicklung
Die Urversion von &RQ erschien Ende 2000 und fand recht bald großen Anklang in der ICQ-Community. Vor allem in den russischsprachigen Ländern und in Italien wurde der Client zu einem der gängigsten, was ihm aufgrund seines Logos, welches eine Ratte darstellt, auch zum Namen „Крыса“ (dt.: Ratte) verhalf. In Deutschland blieb der Client zunächst recht unbekannt. Es erschien nie eine Final-Version, die Entwicklung stoppte bei 0.9.4.16.

## Derivate
Da die Entwicklung an &RQ schon im Jahr 2002 eingestellt wurde, fanden sich weitere Entwickler, die eigenständige Derivate von &RQ aufbauten, um dieses an das neue ICQ-Protokoll anzupassen und weiterhin zu verbessern.

### Andrq
andrq ist ein Derivat aus dem Jahre 2004. Es sollte mit der Genehmigung des ursprünglichen Autors der offizielle Nachfolger sein. Anders als z. B. R&Q behielt andrq die simple Handhabung von &RQ. Der Client beinhaltet neben den typischen Funktionen vom Vorgänger auch eine komplexe Event- und Packetlog und ein erweitertes Pluginsystem. Das Programm richtet sich mehr an fortgeschrittene Benutzer.

### IMadering
IMadering (vormals Blackrat oder CasperICQ) ist ein Derivat aus dem Jahr 2006. Dieser Client hat ein sehr breites Funktionsspektrum.
Neben den üblichen Funktionen von &RQ bietet das Programm unter anderem die Möglichkeit an, seine UIN endgültig vom Server zu löschen. Eine weitere neue Funktion ist das interne Weiterleiten, mit der sich ein Bot in eine andere UIN einloggt und alle eingehenden Nachrichten an die aktive UIN in IMadering sendet. IMadering verfügt über eine Konsole, welche den gesamten Datenverkehr zwischen Client und Server anzeigt und auch in eine Logdatei speichern kann. Außerdem unterstützt IMadering auch das XMPP-Protokoll. Wie auch R&Q besitzt IMadering kaum Ähnlichkeit mehr zur Grundversion.

### R&Q
R&Q ist das bekannteste Derivat, welches 2004 erschien. Mit R&Q wurde eine konkurrenzfähige Version von &RQ geschaffen, welche die gängigsten Funktionen wie unter anderem xStatus, unsichtbare Kontakte finden und Proxyunterstützung unterstützt. R&Q besitzt außerdem eine Pluginfunktion, mit welcher man eigene Plug-ins oder vorgefertigte von der Entwicklerwebseite einfügen kann. Es besitzt fast keine Ähnlichkeit mehr zur Grundversion.

### Open R&Q
Open R&Q ist ein plattformunabhängiger Lazarus-Port von R&Q im Pre-Alpha-Status und noch nicht für den Produktionsbetrieb geeignet. Der Client basiert auf dem Sourcecode von R&Q und ist unter der GPL veröffentlicht. Das Interface besteht entweder aus GTK+ oder WinAPI.